# As Salam al Amiri
As Salam al Amīrī (Arabisch: السلام الأميري, 'Vrede aan de Amir') is het volkslied van Qatar, geschreven door al-Shaykh Mubārak bin Sayf al-Thānī en gecomponeerd door ʿAbdulʿazīz Nāṣṣir al-ʿ al-Fakhrū.
Dit was ook de titel van het Koeweitse volkslied van 1951 tot 1978.

## Geschiedenis en gebruik
Het lied werd op 7 december 1996 volkslied bij de troonsbestijging van Shaykh Ḥamad bin Khalīfa al-Thāni. Het werd voor het eerst gebruikt tijdens een bijeenkomst van de Samenwerkingsraad van de Golf die in december van dat jaar in Qatar werd gehouden.
In 2015 presenteerde Shaykh Mubārak bin Sayf al-Thānī de eerste geschreven versie van het volkslied aan het Qatar National Museum, waar het tentoongesteld zal worden.

## Tekst
| Arabisch | Arabisch met Latijns schrift | Nederlandse vertaling |
| --- | --- | --- |
| قسما قسما قسما بمن رفع السماء قسما بمن نشر الضياء قطر ستبقي حرة تسمو بروح الاوفياء سيروا على نهج الألى سيروا وعلى ضياء الانبياء قطر بقلبي سيرة عز وأمجاد الاباء قطر الرجال الاولين حماتنا يوم النداء وحمائم يوم السلام جوارح يوم الفداء قسما قسما قسما بمن رفع السماء قسما بمن نشر الضياء قطر ستبقى حرة تسمو بروح الأوفياء | Qasamān Qasamān Qasamān biman rafaʿa as-samāʾ Qasamān biman našara aḍ-ḍiyāʾ Qaṭarun satabqa ḥawrratan tasmū birūḥi l-awfiyāʾ Sīrūʾalā nahij l-ʾawlā Sīrūʾwaʾalā ḍiyāʾ l-anbiyāʾ Qaṭarun biqalbī sīrat ʾazun waʾamjād l-ibāʾ Qaṭarun r-rijāl l-awalīn Ḥumātunā yawm an-nidāʾ Wa-ḥamāʾimun yawm as-salām Jawāriḥa yawm l-fidāʾ Qasamān Qasamān Qasamān biman rafaʿa as-samāʾ Qasamān biman našara aḍ-ḍiyāʾ Qaṭarun satabqa ḥawrratan tasmū birūḥi l-awfiyāʾ | Ik zweer het, ik zweer het Vloekend bij degene die de lucht ophief Vloekend bij degene die het licht verspreidde Qatar zal altijd gratis zijn Door de geest van de loyalen Reis over de hoofdweg Reis door het leidende licht van de profeten In mijn hart is Qatar een manier die de prestaties van onze voorouders respecteert Qatar is het land van de meest vooraanstaande mannen Die ons beschermen in tijden van nood, Duiven kunnen ze zijn in tijden van vrede, Roofvogels zijn ze in tijden van opoffering (2x) Ik zweer het, ik zweer het Vloekend bij degene die de lucht ophief Vloekend bij degene die het licht verspreidde Qatar zal altijd gratis zijn Door de geest van de loyalen |

Onafhankelijke staten: Afghanistan · Armenië · Azerbeidzjan · Bahrein · Bangladesh · Bhutan · Brunei · Cambodja · China · Cyprus · Filipijnen · Georgië · India · Indonesië · Irak · Iran · Israël · Japan · Jemen · Jordanië · Kazachstan · Kirgizië · Koeweit · Laos · Libanon · Maldiven · Maleisië · Mongolië · Myanmar · Nepal · Noord-Korea · Oezbekistan · Oman · Oost-Timor · Pakistan · Qatar · Rusland · Saoedi-Arabië · Singapore · Sri Lanka · Syrië · Tadzjikistan · Thailand · Turkije · Turkmenistan · Verenigde Arabische Emiraten · Vietnam · Zuid-Korea
Niet algemeen erkende landen: Abchazië · Nagorno-Karabach · Palestina · Taiwan · Turkse Republiek Noord-Cyprus · Zuid-Ossetië